# Palacio de Nesvizh
El palacio de Nesvizh (en bielorruso, Нясвіжскі замак, Niasvižski zamak, en ruso: Несвижский замок, Nesvizhskiy zamok, en polaco, Nieświeski zamek, en lituano Nesvyžius) es un palacio residencial de la familia Radziwill en Niasviž, Bielorrusia. 
En 1994, el conjunto del palacio fue elegido como reserva cultural e histórica nacional. Doce años más tarde, en 2007,  fue inscrito en la lista del Patrimonio de la Humanidad de la Unesco.

## Historia
La finca era propiedad de la familia de magnates Radziwill desde 1533, cuando fue entregada a Mikołaj Radziwiłł y su hermano Jan Radziwiłł tras la extinción de la familia Kiszka. Puesto que los Radziwill eran uno de los clanes más importantes y ricos del Gran Ducado de Lituania, fue allí donde se trasladó el Archivo Lituano en 1551. En 1586 la finca fue transformada en una ordynacja.
En 1582, Mikołaj Krzysztof "Sierotka" Radziwiłł, el Mariscal de Lituania, voivoda de Trakai y Vilna y castellano de Šiauliai, comenzó la construcción de un impresionante château de planta cuadrada y tres pisos. Aunque las obras se basaron en una estructura preexistente de un castillo medieval, las anteriores fortificaciones fueron totalmente transformadas en un palacio renacentista-barroco. La construcción fue acabada en 1604, y ardieron varias galerías medio siglo más tarde. En las esquinas se construyeron cuatro torres octogonales fortificadas. 
En 1706, durante la Gran Guerra del Norte, el ejército de Carlos XII saqueó el palacio y destruyó sus fortificaciones. Varias décadas más tarde, los Radziwill invitaron a algunos arquitectos alemanes e italianos para renovar sustancialmente y ampliarlo. Antoni Zaleski decoró sus fachadas amarillas con obras de estuco barroco. Las puertas del castillo del siglo XVI fueron también reconstruidas, y la torre de guardia de dos pisos fue coronada con un helm. Fue entonces cuando los tres edificios separados rodeando el patio central fueron unidos en una sola estructura.
La estructura más importante en Nesvith es la iglesia del Corpus Christi (1587 a 1603), conectada con el palacio por una presa sobre una zanja, que contiene los ataúdes de 72 miembros de la familia Radziwill, cada uno enterrado en un simple ataúd hecho de abedul y marcado con el escudo de Trąby. Diseñado por el arquitecto italiano Giovanni Maria Bernardoni (1541 a 1605), la iglesia está considerada el primer templo jesuita modelado según Il Gesù de Roma, la primera basílica con cúpula y fachada barroca en el mundo y la primera pieza barroca en la Europa Oriental.
Aparte de los sepulcros principescamente elaborados, en su interior se albergan algunos frescos barrocos tardíos de los años 1760 y el altar de la Santa Cruz, ejecutado por escultores venecianos en 1583. En 1770 el palacio fue ocupado por tropas rusas y la familia Radziwill fue expulsada. Poco después el Archivo lituano fue transferido a San Petersburgo (donde permanece), mientras que la mayoría de las obras de arte reunidas en el palacio se distribuyeron entre varios nobles rusos. Abandonado tanto por sus propietarios originales como por el ejército ruso, el palacio gradualmente fue arruinándose. Sin embargo, fue restaurado por los Radziwill y entre 1881 y 1886 los interiores fueron remozados por el príncipe Anton Radizwill y su esposa francesa, Marie de Castellane. Diseñaron también el parque paisajístico en estilo inglés. Con una superficie de más de un kilómetro cuadrado, el parque es uno de los más grandes en su estilo en Europa. 

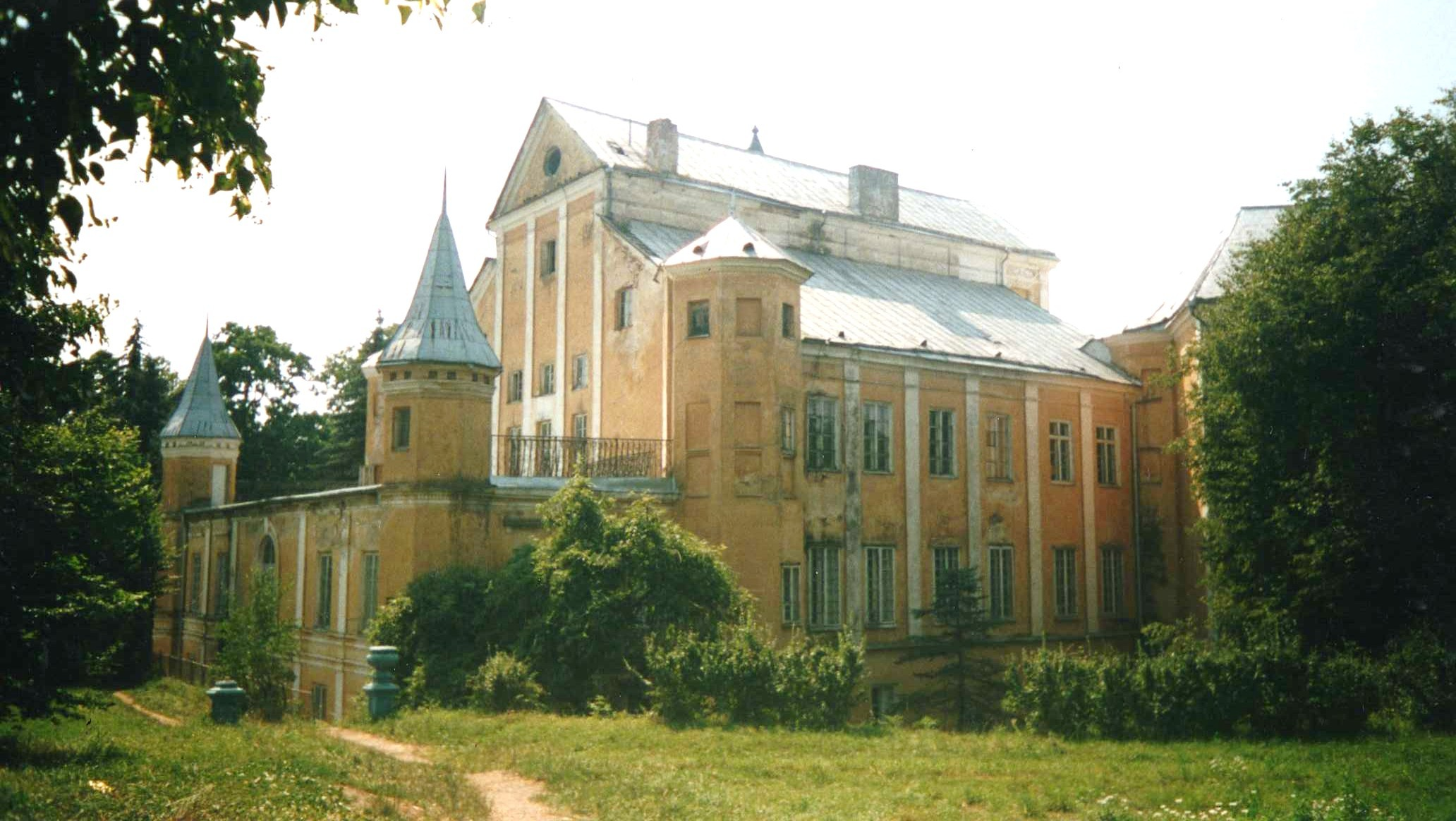
Terrenos del palacio en la actualidad.

En 1939, la familia Radziwill fue expulsada del palacio por el Ejército Rojo invasor. En la época soviética, fue usado como un sanatorio, mientras que el parque fue progresivamente descuidado.

## Reconstrucción
La reconstrucción en marcha se ha ganado una gran crítica por su «reconstrucción injustificada» de varias estructuras demolidas hacía tiempo, en particular un campanario. En 2002, el piso superior de la residencia fue destruido por el fuego. Seis años después, la edición de Bielorrusia del Komsomólskaya Pravda informó que una parte sustancial del palacio, que se remonta al siglo XVIII, había sido demolida completamente debido a «ladrillo podrido» (véase foto Archivado el 16 de mayo de 2022 en Wayback Machine.). 

## Otras residencias de los Radziwill
- Castillo de Biržai
- Castillo de Lubcha
- Castillo de Mir
- Castillo Olyka
- Palacio Radziwiłł en Vilna
- Palacio Radziwiłł en Varsovia